# Olibrus laevisternus
Olibrus laevisternus is een keversoort uit de familie glanzende bloemkevers (Phalacridae). De wetenschappelijke naam van de soort werd in 1897 gepubliceerd door Guillebeau.